# کاپریس (موسیقی)
کاپریس یا کاپریچیو (ایتالیایی: capriccio) یک قطعهٔ موسیقی پرجنب و جوش است که معمولاً در فرم آزاد ساخته می‌شود. کاپریچیو نوعی قطعهٔ پرقدرت و سریع است که به‌طور طبیعی برای نوازندگان «چیره‌دست» ساخته می‌شود. این اصطلاح به شیوه‌های مختلفی مورد استفاده قرار گرفته‌است که از روش‌های گوناگون و فرم‌ها، صداها و سازها بهره می‌گیرد.
اولین رخداد این واژه در سال ۱۵۶۱ توسط «ژاکوت د برشم» مورد استفاده قرار گرفت و در اواخر قرن شانزده و اوایل قرن هفدهم میلادی به مجموعه‌ای از مادریگال‌ها گفته می‌شد. کاپریچیوها قطعات سختی هستند که برای صداها و سازهای مختلفی به ویژه سازهای شستی‌دار ساخته می‌شود.

## برخی آثار
- فکرت امیروف: کاپریچیو آذربایجان
- فلیکس مندلسون: کاپریچیو درخشان
- نیکولو پاگانینی: ۲۴ کاپریس برای ویولن تک
- کریستف پندرسکی: کاپریچیو برای ویولن و ارکستر
- والتر پیستن: کاپریچیو برای چنگ و ارکستر زهی
- نیکلای ریمسکی-کورساکف: کاپریچیو اسپانیول
- ایگور استراوینسکی: کاپریچیو برای پیانو و ارکستر
- پیوتر ایلیچ چایکوفسکی: کاپریچیو ایتالیا
- مرتضی حنانه: کاپریس برای پیانو و ارکستر[۱]

## یادداشت
1. ↑   Jacquet de Berchem